# Batalionul 191 Infanterie „Colonel Radu Golescu”

Ecusonul Batalionul 191 Infanterie

Batalionul 191 Infanterie a fost înființat în data de 1 martie 1995 prin ordinul general numărul 2/1995 al Ministerului Apărării Naționale privind finalizarea constituirii comandamentelor corpurilor de armată și intrarea în vigoare a compunerii la pace, a corpurilor respective, dislocarea și eșalonarea înființării marilor unități, unităților, subunităților și formațiunilor. S-a constituit cu efective complete, cu dislocare în municipiul Arad, în cazarma Arad-Gai, fiind subordonat Brigăzii 19 Mecanizată "ZIRIDAVA".
Continuator al tradițiilor de luptă ale Regimentului 2 Linie Infanterie, la 12 iunie 1995 cu prilejul sărbătoririi a 165 de ani de la înființarea predecesorului său, Batalionul 191 Infanterie a primit drapelul de luptă. În temeiul articolului 99 aliniatul 1 din Constituția României și articolului 1 din legea numărul 34 / 95 privind acordarea drapelului de luptă marilor unități și unităților militare, având în vedere propunerea Ministrului Apărării Naționale, Președintele României Ion Iliescu a decretat acordarea drapelului de luptă concomitent cu denumirea onorifică: Batalionul 191 Infanterie „Colonel Radu Golescu”.
În cadrul Batalionului 191 Infanterie „Colonel Radu Golescu” ființează, începând cu 1998, și modulul românesc din Batalionul Mixt Româno-Ungar de Menținere a Păcii.